# Den lille havfrue (tv-serie)
 For alternative betydninger, se Den lille havfrue (flertydig). (Se også artikler, som begynder med Den lille havfrue)
Den lille havfrue (original titel: The Little Mermaid) er en animationsserie produceret af Disney baseret på selskabets film af samme navn fra 1989, som igen er bygget over H.C. Andersens eventyr fra 1837; Den lille havfrue. Den blev oprindeligt sendt på CBS fra 1992 til 1994, men har været genudsendt flere gange. Den har også indgået i Disney Sjov, som i Danmark har været vist på DR1. Der er lavet tre sæsoner.

## Danske stemmer
- Ariel – Louise Fribo
- Arista – Anna Reumert
- Tumle – Andreas Hviid
- Sebastian – Niels Vigild / Lasse Lunderskov
- Attina – Pauline Rehné
- Don Reje – Lars Thiesgaard
- Klotilde – Cecilie Stenspil
- Ulrik – Sonny Lahey
- Hammerskurken – Christian Clausen
- Triton – Torben Sekov
- Bølle – Mikkel Weyde Andersen
- Padde Didrik – Peter Zhelder

## Episoder (ufuldstændige)
1. Armbåndet